# IC 2414
IC 2414 је елиптична галаксија у сазвјежђу Рак која се налази на листи објеката дубоког неба у Индекс каталогу.
Деклинација објекта је + 18° 47' 35" а ректасцензија 8h 49m 50,0s. Привидна величина (магнитуда) објекта IC 2414 износи 14,5 а фотографска магнитуда 15,5. IC 2414 је још познат и под ознакама CGCG 90-20, MCG 3-23-9, NPM1G +18.0211, PGC 24811.